# 통일비용
통일비용은 이데올로기의 대립으로 분열되었던 양 체제가 통일 후 10년 이내에 양측의 경제수준이나 생활수준이 같아지기 위해 투자되어야 할 비용을 말한다. 한국의 경우 북한 경제가 남한의 도움없이도 성장할 수 있거나 통일정부가 10년간 북한경제를 남한의 일정 비율로 향상시키기 위해 투자해야 할 비용이라는 의미로 해석된다. 대한민국의 통일비용은 160조 - 1,449조원으로 추정하고 있다. 